# Ibrahim Talba Malla
Ibrahim Talba Malla est un homme politique camerounais, et ministre délégué à la présidence de la République chargé des marchés publics. Il est originaire du département du Mayo-Sava situé dans la région de l’Extrême-Nord Cameroun.

## Biographie
Il est né à Mora au pied des Monts Mandara. Il a fait ses études secondaires au collège Mazenod à Ngaoundéré. Il est marié et père de plusieurs enfants. Il est le fils de Talba Malla Oumaté qui est en ancien ministre sous le régime de Ahmadou Ahidjo.

### Carrière
Il commence sa carrière en tant qu'inspecteur principal des impôts. Il est nommé au poste du directeur général de la caisse de stabilisation des prix des hydrocarbures pour une vingtaine d’année. Puis le 15 février 2013, il est nommé au poste de directeur général de la Sonara, jusqu’en 2019. Il est nommé ministre délégué à la présidence chargé des marchés public en Janvier 2019.

### Politique
Il commence sa carrière politique en 1985, au sein du parti rassemblement démocratique du peuple camerounais (RDPC). Il a occupé plusieurs postes de responsabilité au sein de ce parti dans sa localité. En 1987, lors des renouvellements des organisations de base, il a occupé le poste de chargé de mission dans le département du Mayo-Sava et en 1988 il est le chargé de mission dans la commune de Mora pour le renouvellement des conseillers municipaux. En 1992, il est chargé de mission pour les législatives et le présidentielle au sein de la délégation du comité central du RDPC. 